# Louis Lacombe
Pierre Louis Trouillon-Lacombe (Bourges, 26 novembre 1818 – Saint-Vaast-la-Hougue, 30 settembre 1884) è stato un compositore e pianista francese.

## Biografia
Louis Lacombe nacque a Bourges, il fratello della compositrice Felicita Casella. Mostrò abilità musicali insolite in età molto giovane e fu presto un bambino prodigio. Studiò pianoforte presso il Conservatorio di Parigi dal 1829 al 1832 con Pierre Zimmerman e vinse il primo premio in pianoforte a soli 12 anni nel 1831. Iniziò a girare l'Europa occidentale dopo aver lasciato il Conservatorio e nel 1834 studiò composizione a Vienna con Carl Czerny, e teoria con Ignaz von Seyfried e Simon Sechter. Alla fine del decennio, si stabilì a Parigi e sposò la sua prima moglie; la sua seconda moglie fu Andrea Lacombe (née Favel), che sposò nel 1869.
Le prime opere pubblicate di Lacombe includono un quintetto di pianoforte, un trio e alcuni pezzi di pianoforte. Scrisse anche una serie di sinfonie drammatiche con solista e coro, e la sua cantata, Sapho, fu eseguita presso la famosa esposizione universale del 1878.
Scrisse diverse opere, ma solo due furono eseguite durante la sua carriera. La madone, una composizione completamente moderna con una piccola quantità di dialogo parlato. Madame Boniface, un pezzo comico a due atti, eseguito nel 1883, alla fine della sua vita.  Il suo lavoro più amato fu Winkelried (1892), un'opera a quattro atti.

## Opere
- La madone, (opera comique, 1 atto, P.F. de Carmouche), 1861.
- Winkelried, (opera, 4 atti, L. Bonnemère e Moreau-Sainti), 1876-1881, eseguita nel 1892.
- Madame Boniface, (opera, 3 atti, Ernest Depré e Charles Clairville) 1883.[1]
- Le tonnelier de Nuremberg, (opera comica, 2 atti, Charles-Louis-Etienne Nuitter, da E.T.A. Hoffmann) (in tedesco come: Meister Martin und seine Gesellen 1897.
- Le Corrigane, ou La reine des eaux (opera, 3 atti, Nuitter) in tedesco come: Die Korrigane, 1901.
- Le festin de pierre, (opera comica, 1 atto, Clairville), in tedesco come: Der Kreuzritter, 1902.